# Shan Xiaona
Shan Xiaona (Anshan, 18 de enero de 1983) es una deportista alemana que compite en tenis de mesa. Ganó una medalla de bronce en el Campeonato Europeo de Tenis de Mesa de 2022, en el torneo individual

## Palmarés internacional
| Juegos Olímpicos   | Juegos Olímpicos | Juegos Olímpicos  | Juegos Olímpicos |
| Año                | Lugar            | Medalla           | Prueba           |
| ------------------ | ---------------- | ----------------- | ---------------- |
| 2016               | Río de Janeiro   | Medalla de plata  | Equipo           |
| Campeonato Mundial |                  |                   |                  |
| Año                | Lugar            | Medalla           | Prueba           |
| 2022               | Chengdu          | Medalla de bronce | Equipo           |
| Campeonato Europeo |                  |                   |                  |
| Año                | Lugar            | Medalla           | Prueba           |
| 2022               | Múnich           | Medalla de bronce | Individual       |
| Juegos Europeos    |                  |                   |                  |
| Año                | Lugar            | Medalla           | Prueba           |
| 2015               | Bakú             | Medalla de oro    | Equipo           |
| 2019               | Minsk            | Medalla de oro    | Equipo           |